# Occupazione di Trecate
L'occupazione di Trecate fu un episodio della seconda guerra d'indipendenza italiana. L'occupazione della città piemontese avvenne tra il 26 aprile ed il 31 maggio 1859 da parte degli austriaci e sino all'arrivo dell'esercito francese di Napoleone III che occupò le fortificazioni locali appena prima della battaglia di Magenta.

## L'occupazione
Di fronte all'avanzata degli austriaci verso il Ticino, i piemontesi compresero che l'intento degli austriaci era quello di puntare all'invasione del Piemonte, ma le forze locali erano troppo deboli per poter resistere e si attendeva l'arrivo dei francesi di Napoleone III a supportare l'armata sarda. Per questo motivo, dal 26 aprile i soldati ed i funzionali civili del Regno di Sardegna decisero di abbandonare le fortificazioni della frazione di San Martino di Trecate, proprio di fronte al Ticino sulla sponda piemontese, non prima ad ogni modo di averle pesantemente danneggiate: venne distrutto il ponte ferroviario sul canale Langosco, venne asportato il telegrafo locale e venne danneggiata la Dogana e l'ufficio passaporti che era posto presso il ponte sul Ticino, osservando attentamente i movimenti degli austriaci dalla torre locale.
Dal 29 aprile gli austriaci iniziarono le operazioni per minare le prime due arcate del ponte sul Ticino dalla parte lombarda. Nel pomeriggio le prime pattuglie austriache fecero la loro comparsa alla periferia di Trecate, occupando la città il giorno successivo, alle 12.00. Queste truppe erano parte del 1º reggimento "Kaiser" provenienti da Cerano e da San Martino che avevano già annesso.
Dal 2 maggio alla città di Trecate viene imposto di rifornire le truppe austriache che si trovano a Sozzago ed a Cerano di cui la città era a tutti gli effetti capo mandamento. Gli austriaci intanto, dal 5 maggio, iniziarono le operazioni di fortificazione della linea di San Martino, ripristinando le fortificazioni piemontesi grazie all'aiuto di 405 soldati del 22º reggimento di fanteria e con due compagnie del genio militare austriaco. In circa quindici giorni vengono costruite fortificazioni per circa tre chilometri, dalla Ca' Bianca sulla strada principale di San Martino sino a San Cassiano, con 8 costruzioni tra fortini, trincee, terrapieni e postazioni atte ad accogliere in tutto 11 cannoni. Gli austriaci cercarono anche di ricostruire il ponte ferroviario sul canale Langosco, ma non riuscirono a portare a compimento l'opera. Le operazioni vennero dirette in loco dal maggiore austriaco Kirschner.
Di fronte all'arrivo dei francesi, il 31 maggio gli austriaci sono costretti a sgomberare Trecate, abbandonando le fortificazioni di San Martino e ripassando il Ticino. In città entrò per intero la divisione del generale francese Esprit Charles Marie Espinasse la quale riesce ad occupare senza particolari difficoltà Trecate, Cerano e Sozzago e le fortificazioni incomplete di San Martino dove riescono a recuperare anche 5 cannoni e diverse munizioni. Dopo l'occupazione di Trecate, l'esercito francese si dividerà in due, spostandosi verso Turbigo dove avrà luogo la battaglia del 3 giugno e verso Ponte Nuovo dove avranno luogo gli scontri alla dogana.